# Arno Holz
Pour les articles homonymes, voir Holz.
Arno Holz, né le 26 avril 1863 à Rastenburg, arrondissement de Rastenburg (de) (province de Prusse) et mort le 26 octobre 1929 à Berlin (Allemagne), est un poète et dramaturge naturaliste allemand.
Il est surtout connu pour son recueil de poésie Phantasus (de) (1898). Il a été nommé neuf fois pour un prix Nobel de littérature.

## Biographie

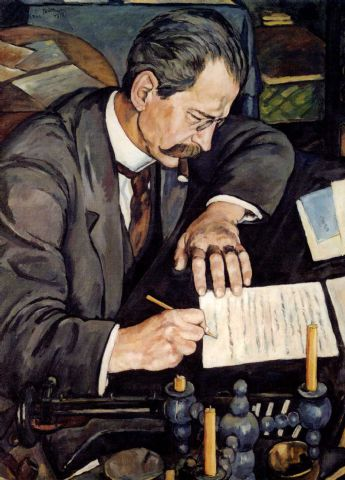
Arno Holz (1916) par Erich Büttner.

Arno Holz naît à Rastenburg, en province de Prusse, fils du pharmacien Hermann Holz et de Franziska Werner. La famille déménage à Berlin en 1875.
Après ses études, Arno Holz travaille en 1881 en tant que journaliste mais choisit de gagner sa vie en tant qu'écrivain indépendant. Il sera en proie à de difficultés financières pendant une grande partie de sa vie. Il établit des contacts avec le club naturaliste berlinois Durch où il rencontre l'écrivain Gerhart Hauptmann. En 1885, son recueil de poésie, Buch der Zeit, remporte le prix Schiller. À cette époque, Holz est fasciné par le darwinisme.
En 1893, il épouse Emilie Wittenberg avec qui il a trois fils.
En 1896, Arno Holz commence à travailler sur un cycle dramatique, Berlin, inspiré par la série de romans de Zola, Les Rougon-Macquart. Son œuvre, Berlin. Wende einer Zeit in Dramen, qui devait comporter vingt-cinq pièces distinctes, reste inachevée et ne comprend que trois œuvres, la comédie Socialaristokraten (1896) et les tragédies Eclipse (1908) et Ignorabimus (1913). Ces drames tardifs n'ont pas de succès auprès du public du théâtre contemporain ; les différentes éditions, malgré de nombreuses révisions, trouvent peu d'acheteurs.
En 1898, Arno Holz publie son chef-d'œuvre, le volume de poésie Phantasus (de), une œuvre dans laquelle il affiche sa virtuosité linguistique. L'ouvrage décrit le milieu des poètes affamés méprisés de son propre quartier de Wedding à Berlin. Holz travaille sur ses poèmes tout au long de sa vie créatrice, modifiant souvent, écartant et revisitant ses textes variés. Une caractéristique typographique de la poésie est que toutes les lignes sont centrées sur un axe donnant à la fois un bord irrégulier droit et gauche (courant à l'époque moderne des ordinateurs mais rare à l'époque).

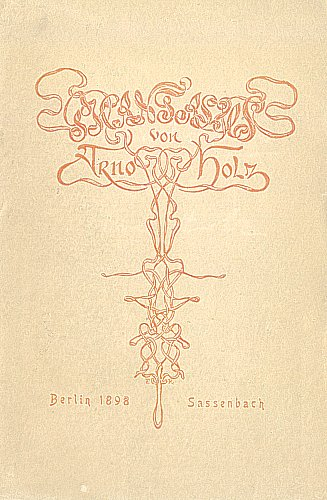
Page de titre de l'édition 1898 de Phantasus avec une décoration Art Nouveau.

Entre 1910 et 1929, Arno Holz vit à Schöneberg, un quartier de Berlin. Il divorce et se remarie en 1926.
Il est enterré dans une Ehrengrab au Waldfriedhof Heerstrasse.
Plusieurs monuments ont été érigés en son honneur.